# Hans Puggaard (handelsmand)
 Der er flere personer med dette navn, se Hans Puggaard.
Hans Puggaard (født 3. september 1788 i København, død 8. april 1866 sammesteds) var en dansk forretningsdrivende.

## Baggrund
Puggaard var gift med Bolette Puggaard og far til Christopher og Rudolph Puggaard samt svigerfar til politikeren Orla Lehmann. Han var en søn af Thomas Puggaard (død 1818) som var underkantor ved Holmens Kirke og korist ved Det Kongelige Teater. Han opdroges i små kår, og efter at hans far 1795 havde overtaget Punschesalen i Det Kongelige Teater, måtte han opvarte der.
Senere blev Puggaard elev i Det von Westenske Institut, og efter sin konfirmation blev han ansat som skriver hos en dispachør og fik i den stilling kundskaber med hensyn til skibsfarts- og assuranceforhold, som han senere havde gavn af. For at skaffe sig adgang til en anden karriere tog han landmålereksamen. 1809 blev han kopist i Frederiksværks administrations hovedkontor. Her begyndte han at udvikle sit handelstalent ved at påtage sig forskellige kommissioner, og stillingen på Frederiksværk kom på en mærkelig måde til at danne indledningen til hans senere forretningsvirksomhed. Under Sveriges krigsforberedelser 1812 lod Frederik VI værkets chef, oberst Tscherning, organisere en omfattende spiontjeneste, hvortil han benyttede de forskelligste personer, der under et eller andet påskud rejste i Sverige. Også Puggaard blev benyttet i denne forbindelse. Han optrådte i Sverige især som forretningsmand, og ligesom de mænd, som brugte videnskabeligt arbejde som et påskud til at opholde sig i Sverige – f.eks. Rasmus Nyerup og Rasmus Rask –, gjorde et virkeligt videnskabeligt arbejde der oppe, således benyttede Puggaard lejligheden til at gøre rigtige forretninger, hvad han også tidligere havde gjort, da han 1810 ledsagede Tscherning i en hemmelig mission til Sverige for at sondere stemningen i anledning af tronfølgervalget. Foruden sine gentagne Sverigesrejser foretog han i vinteren 1812-13 en rejse til England, under hvilken han og hans ledsager mødte mange vanskeligheder og kom ud i eventyrlige hændelser på grund af den strenge vinter og krigsforholdene. Under rejsen benyttede han lejligheden til at knytte forskellige forretningsforbindelser, og efter sin hjemkomst tog han 8. april 1813 grossererborgerskab og oprettede en lille kommissionsforretning med et sortiment af mange forskellige varer som brædder, sild, vin osv. En kort tid var han i kompagni med P. Coster, men dette kompagniskab blev hurtigt opløst. Efter krigen indledte han forbindelse med Nordtyskland og udvidede sin vinforretning ved direkte indførsel fra Bordeaux. I disse første år befandt han sig næsten hele tiden på forskellige forretningsrejser.

## Fremgangsrig handelsmand
1816 ægtede han Bolette Cathrine Frederikke Hage (1798-1847), datter af købmand Christopher Friedenreich Hage i Stege. Han var allerede tidligere kommet i berøring med denne familie, og forbindelsen knyttedes også i forretningsmæssig henseende nærmere efter ægteskabets indgåelse. Da han 1832 oprettede en filial i Nakskov, satte han svogeren Alfred Hage til at bestyre den. Han havde allerede tidligere lært dennes fremragende forretningsdygtighed at kende og havde på rejser indført ham hos flere af sine forretningsforbindelser. Forholdet mellem hovedfirmaet og filialen gav anledning til adskillige rivninger, som man søgte at komme ud over, ved at Hage gik til København som Puggaards kompagnon, medens hans broder Christopher overtog Nakskovforretningen. Under Hages ledelse voksede firmaets betydning overordentlig. Der kom et yderligere opsving i indførslen af kaffe, sukker og andre kolonialvarer, man begyndte at drive bankierforretning, ligesom også kornhandelen voksede i omfang. Kornhandelen – væsentlig udførsel af hvede til England – var allerede tidligere begyndt at blive den væsentligste del af forretningen. Firmaet var – særlig i anledning af sin kornforretning – til forskellige tider udsat for angreb og beskyldninger for hensynsløst at forfølge sine købmandsinteresser på bekostning af samfundets. Hvor meget sandt der var i angrebene, og hvor meget der beroede på misforståelser af forretningens natur, er vanskeligt at afgøre. Det er en bekendt sag, at kornspekulationer, selv om de i deres tendens er gavnlige for samfundet, høre til de forretninger, som er vanskeligst at opfatte for udenforstående og derfor jævnlig give anledning til ubeføjede angreb. I hvert fald er det sikkert, at firmaets korn forretning i mange henseender har haft en stor betydning for det danske landbrugs fremskridt. Puggaard og Hage virkede nemlig kraftig til forbedring af kornets kvalitet ved rundt om i landet at anspore til brugen af nye engelske rensningsmetoder og ved indførslen af engelske kornsorter til udsæd.

## Politiker
Kompagniskabet med Hage fik for Puggaard den følge, at han lidt efter lidt trak sig ud af den aktive deltagelse i forretningerne. De to kompagnoner vare begge stædige naturer. Da de ikke kunne trække læsset sammen, måtte den ene gøre det alene, og det var da naturligt, at det blev Hage, der ikke alene havde ungdommens energi, men også var den overlegne begavelse. Puggaard trøstede sig med sit hjem og sine hyppige, til tider meget langvarige, ophold i Italien. Få disse rejser havde han efter sin hustrus død forskellige ledsagere. Bl.a. var det efter Puggaards indbydelse, at Julius Lange gjorde sin første rejse til Italien. Hans hjem, såvel i København som i hans sommerbolig Skovgaard ved Ordrup, var smagfuldt og kunstnerisk udstyret, hvilket væsentligst skyldtes hans hustrus store kunstsans og fint udviklede smag. Hun dyrkede selv malerkunsten og havde stor interesse for dens frembringelser. Huset var yderst gæstfrit, og foruden familiens snævrere kreds samledes der hos Puggaard en mængde fremragende mænd. Så længe hustruen levede, mødtes der de fleste af datidens betydelige kunstnere; senere blev huset samlingssted for politikere af alle afskygninger, navnlig efter at Orla Lehmann var blevet gift med Puggaards datter. Selv var Puggaard ikke politiker. Han var nogle år folketingsmand (1854-1858 og 1861-1864) og sad derefter i Rigsrådets Landsting (1864-1866), men passede ikke til denne virksomhed.

## Formue
Puggaards forretningsvirksomhed gjorde ham efterhånden til en, navnlig efter datidens forhold, meget formuende mand, og efter som hans formue voksede, opstod også tanken hos ham om at anvende en betydelig del deraf til nyttig godgørenhed. Det ejendommelig sære og blandede i hans natur fornægtede sig heller ikke på dette område. Han kunne her som i andre livsforhold være smålig indtil gerrighed, når det drejede sig om småting, men give ud med rund hånd, når det gjaldt noget større. Han anvendte ikke ubetydelige summer til understøttelse af trængende studerende, som han også gæstfrit optog i sit hjem, og til hjælp for håndværkere og arbejdere, hvem det var gået tilbage for. Én af de mere succesfulde studerende han hjalp var H.C. Engelsen. 1853 skænkede han 200.000 kr. til oprettelse af et legat for københavnske drengebørns opdragelse, og ved testamente oprettede han et legat af lignende størrelse til opdragelse af pigebørn og et mindre legat for sin fædrene by Ribe.
Puggaard blev udnævnt til etatsråd i 1863.
Han er begravet på Holmens Kirkegård.

## Gengivelser
Der findes et portrætmaleri af C.A. Jensen 1828 samt af Wilhelm Marstrand 1852 og 1853 (sidstnævnte kopieret to gange af Jørgen Roed, bl.a. 1854) samt af Daniel Hvidt og litograferet af Edvard Fortling). Portrætteret på Jørgen Valentin Sonnes frise på Thorvaldsens Museum 1847-48; Litografi derefter af F.C. Lund. Portrætteret på Constantin Hansens maleri af Den grundlovgivende Rigsforsamling 1848 (1860-64, Frederiksborgmuseet). Buste af H.W. Bissen 1851 (Statens Museum for Kunst). Medaljon af samme 1867 (sammesteds). Litografi af Battistelli i Rom 1836 efter tegning af Ditlev Blunck. Fotografi af E. Lange.